# Szűz Mária neve templom (Szabadegyháza)
Szűz Mária neve templom egy római katolikus templom Szabadegyházán.

## Történelme
Historia Domust 1926 óta vezetnek, anyakönyvezési lehetőség pedig 1928 óta van.
1938 és 1946 között épült fel a templom jelenlegi épülete az Ady Endre utca és a Felszabadulás utca sarkán.

### Lelkészek és plébánosok
- Gaál Balázs 1928–1930
- Horváth Dezső 1930–1932
- Kálmán János 1932–1933
- ifj. Horváth József 1933–1941
- Lehotai János 1941–1944
- Nagy György 1944–1952
- Proity Márton 1952–1963
- Horváth Sándor 1963–1975
- Nagy Mihály 1975–1978
- Pámer Ottó 1978–2016
- Perkáta látja el 1989–2016[2]
- Adony látja el 2016–